# Nguyễn Thị Thục Viên

Nguyễn Thị Thục Viên (người đầu tiên bên phải)

Nguyễn Thị Thục Viên (1903-1984) là Đại biểu Quốc hội Việt Nam khóa I, khóa II. Bà là đảng viên Đảng Dân chủ Việt Nam

## Thân thế
Bà từng là nữ sinh trường Đồng Khánh. Sau khi tốt nghiệp Cao đẳng Sư phạm Đông Dương, bà được bổ nhiệm về Nam Định dạy học, rồi được chuyển lên Hà Nội, dạy tại Trường Nữ học Đồng Khánh.
Bà là nữ Đại biểu Quốc hội đầu tiên của thủ đô Hà Nội và là thành viên nữ duy nhất trong Ban soạn thảo Hiến pháp 1946.
Về sau, bà công tác ở Ban Thường trực Quốc hội (khóa I). Tháng 2-1950, từ Ủy viên Dự khuyết, bà đã được bầu làm Ủy viên chính thức của Ban Thường trực Quốc hội.  Năm 1951, bà có tên trong những phái đoàn đầu tiên do Phó Chủ tịch Quốc hội Tôn Đức Thắng dẫn đầu tham gia hoạt động hợp tác quốc tế.
Tới Quốc hội khóa II (1960-1964), bà lại trúng cử đại biểu và tiếp tục giữ trách nhiệm Ủy viên Ban Thường trực Quốc hội. Đồng thời bà còn là người sáng lập Hội Liên hiệp Phụ nữ Việt Nam (1950) và là Phó Chủ tịch hội từ khóa đầu tiên đến nhiều khóa liên tiếp sau đó cho đến khi qua đời (năm 1984).